# Kisgyógypatak
Kisgyógypatak románul: Geogel, falu Romániában, Erdélyben, Fehér megyében.

## Fekvése
Nagyenyedtől nyugatra, Mészkőtől északnyugatra fekvő település.

## Története
Gyógypatak nevét 1867-ben említette először oklevél Valea Geogelului, Kis Gyógypatak néven, később 1913-ban 
Kisgyógypatak néven szerepelt az írásos forrásokban.
A trianoni békeszerződés előtt Alsó-Fehér vármegye Nagyenyedi járásához tartouzott.
1910-ben 819 román lakosa volt. Ebből 159 görögkatolikus, 657 görög keleti ortodox volt.

## Látnivalók
- 1751-ben épült ortodox fatemplom

## Galéria

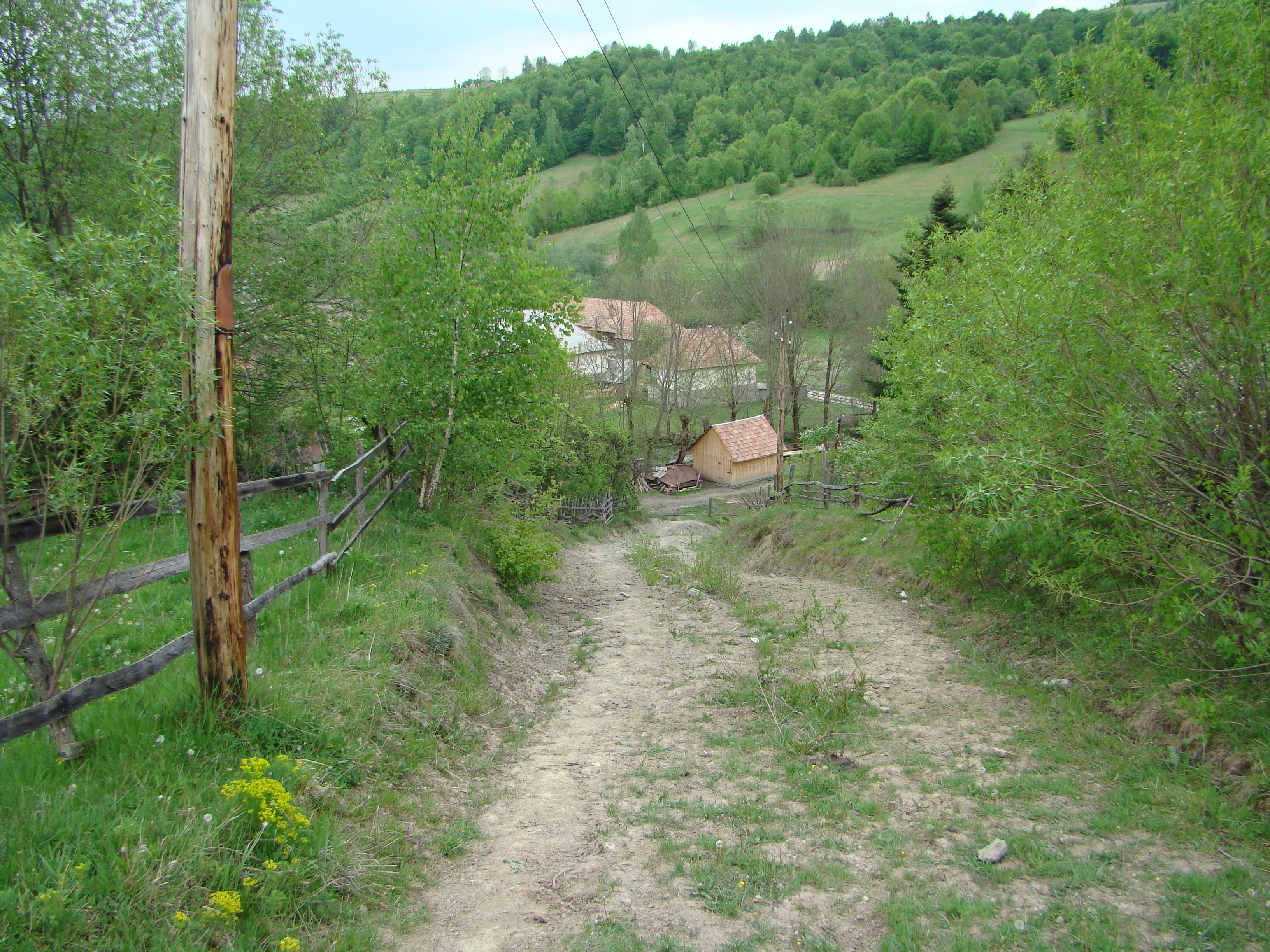
A falu szélső házai
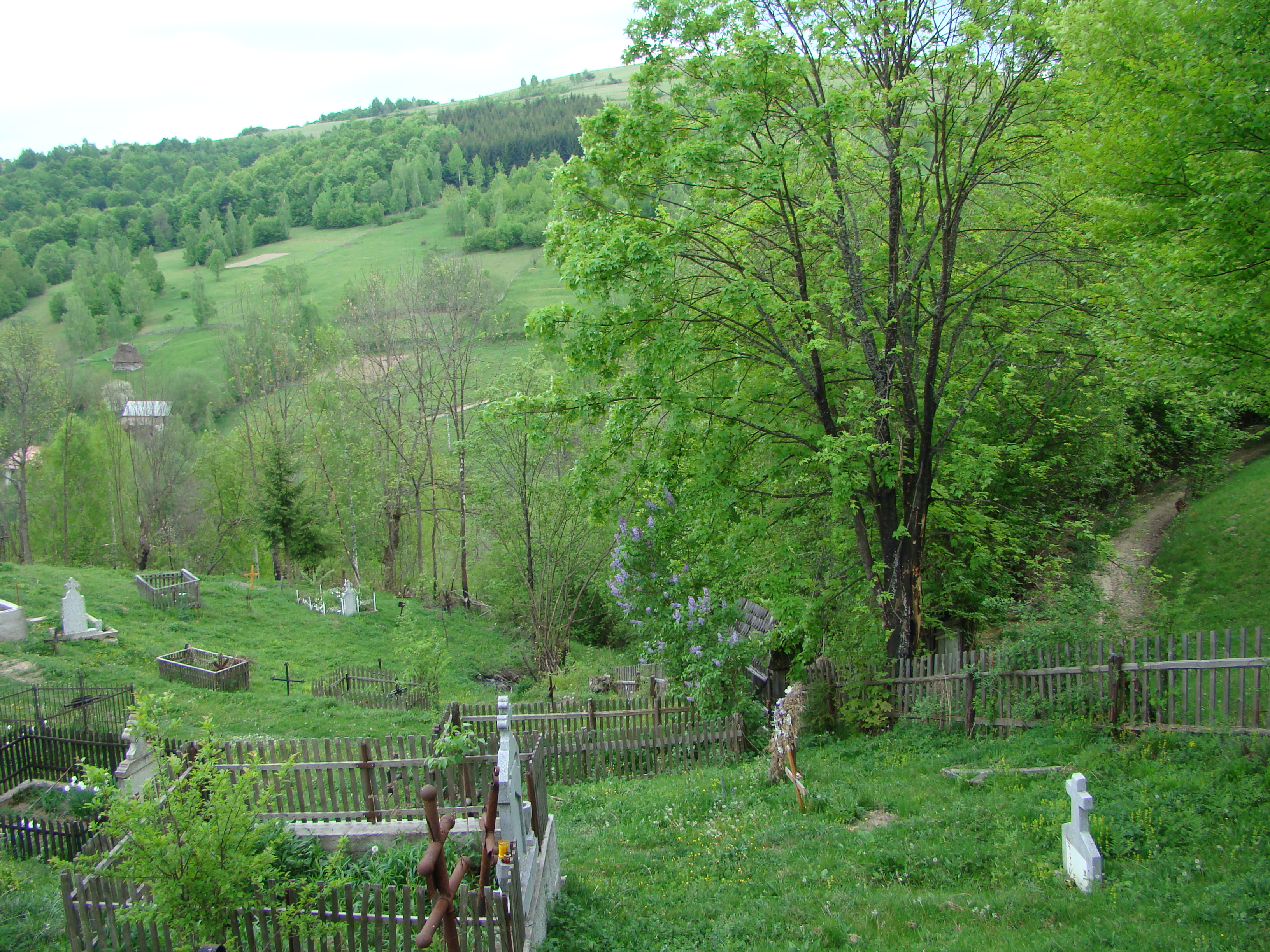
Kisgyógypatak környéke
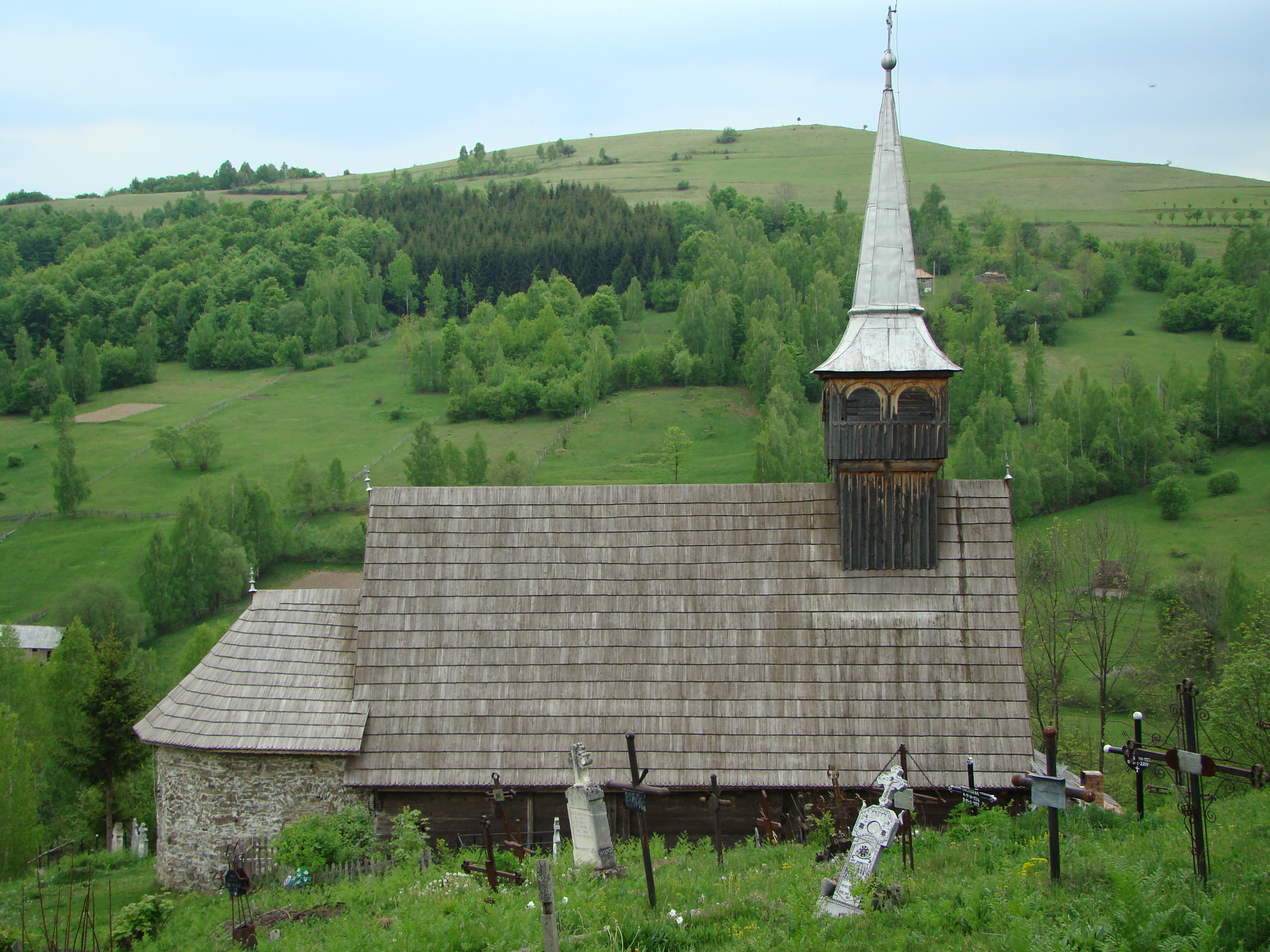
A fatemplom
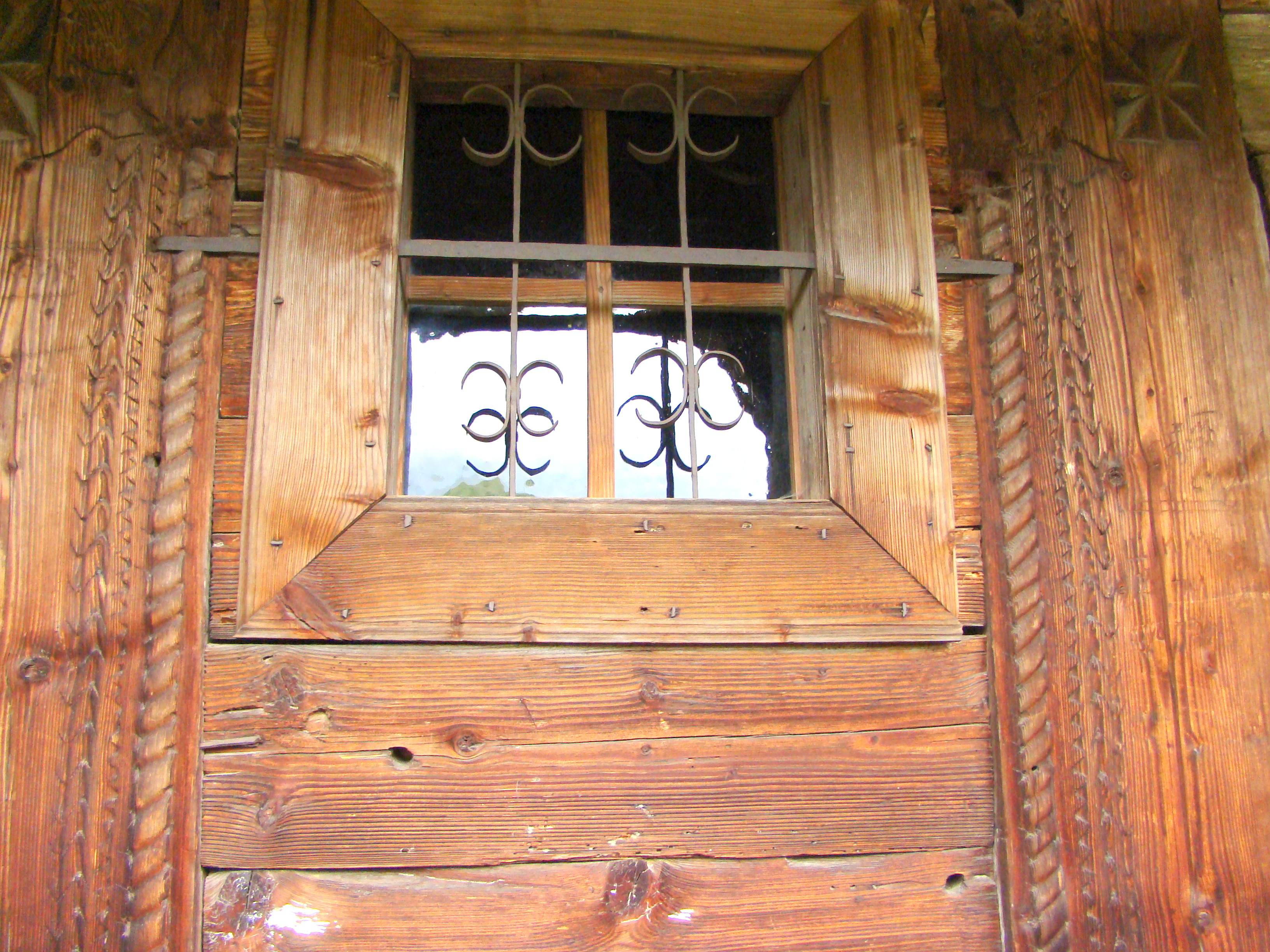
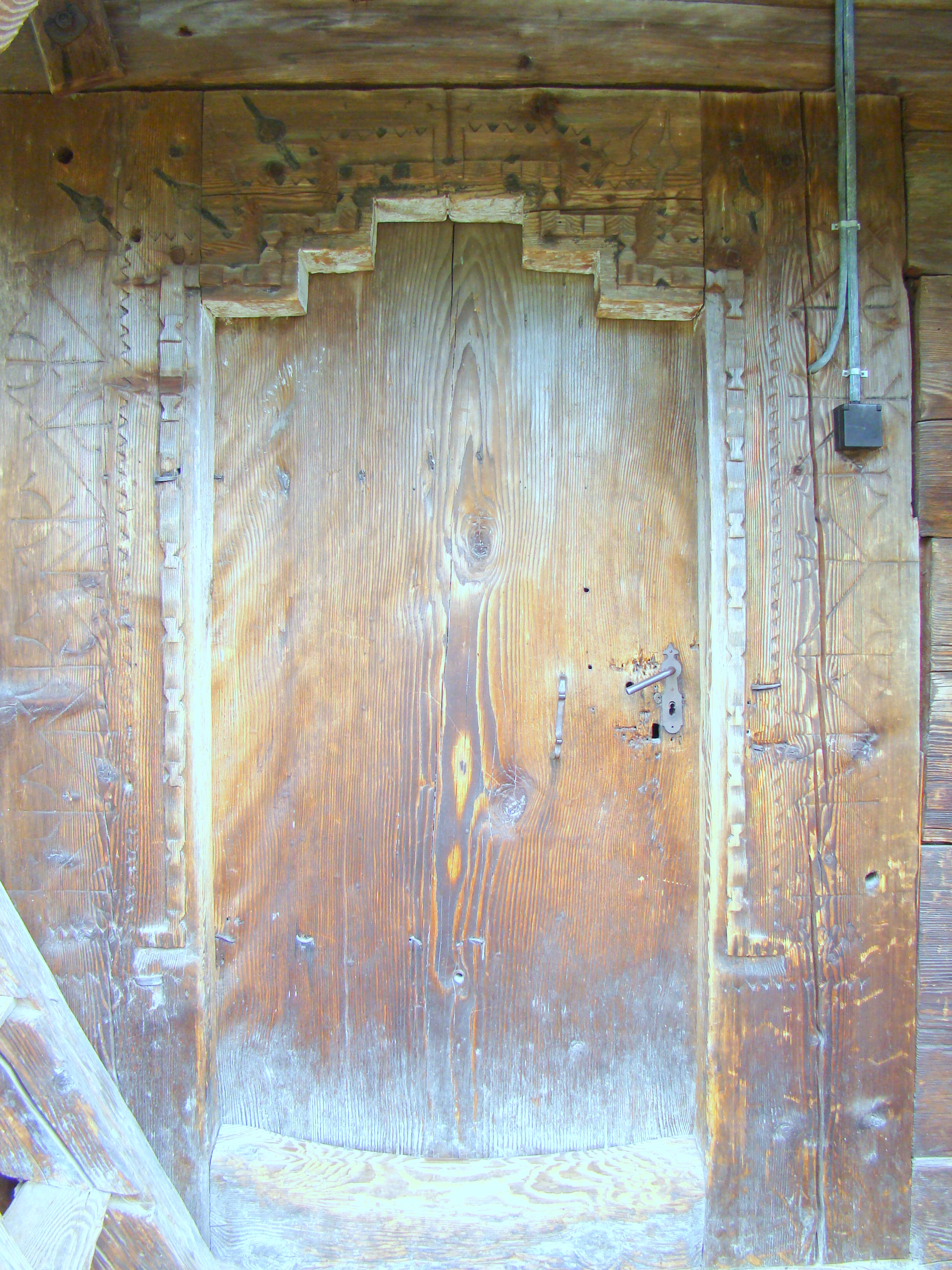
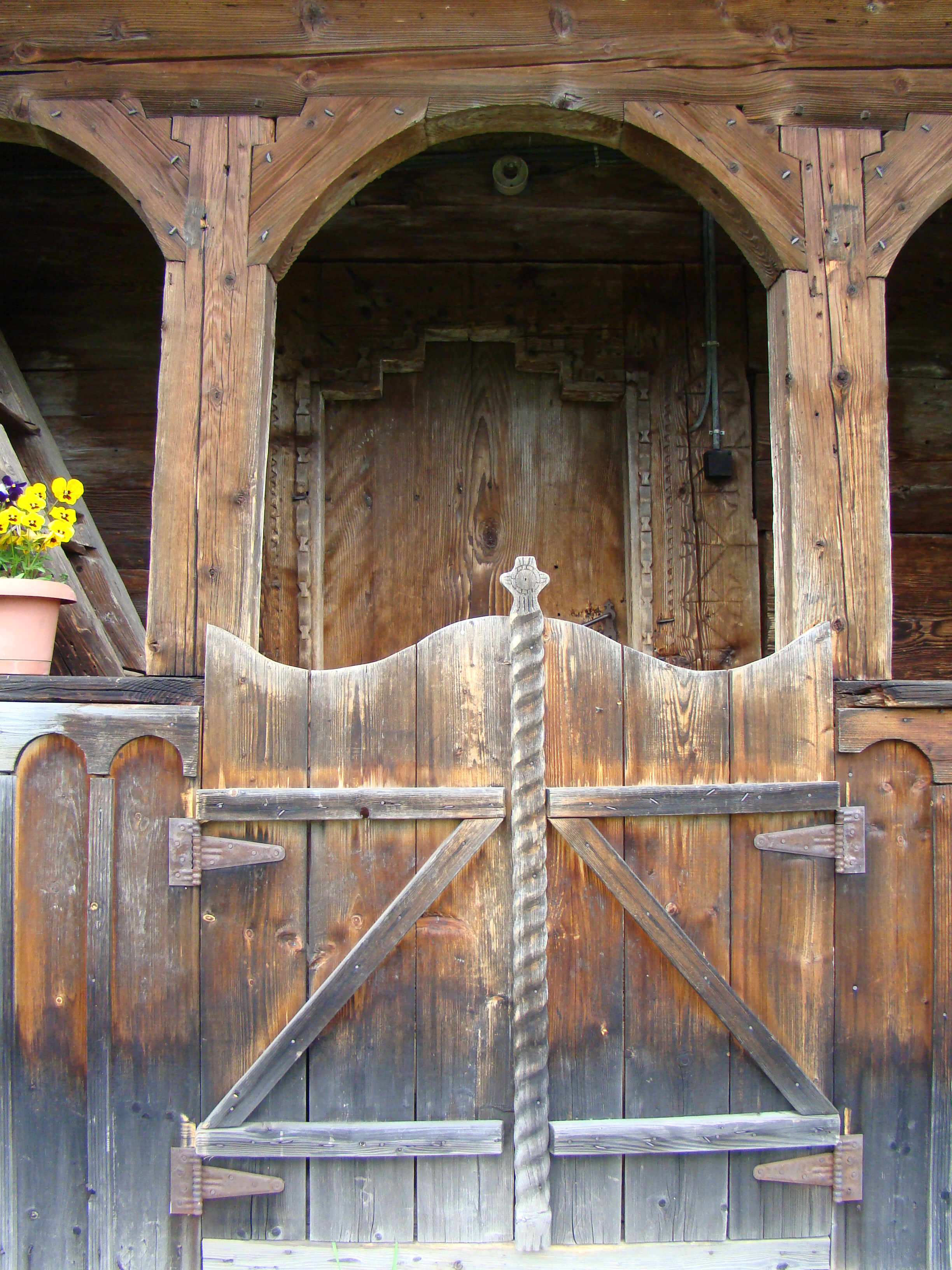
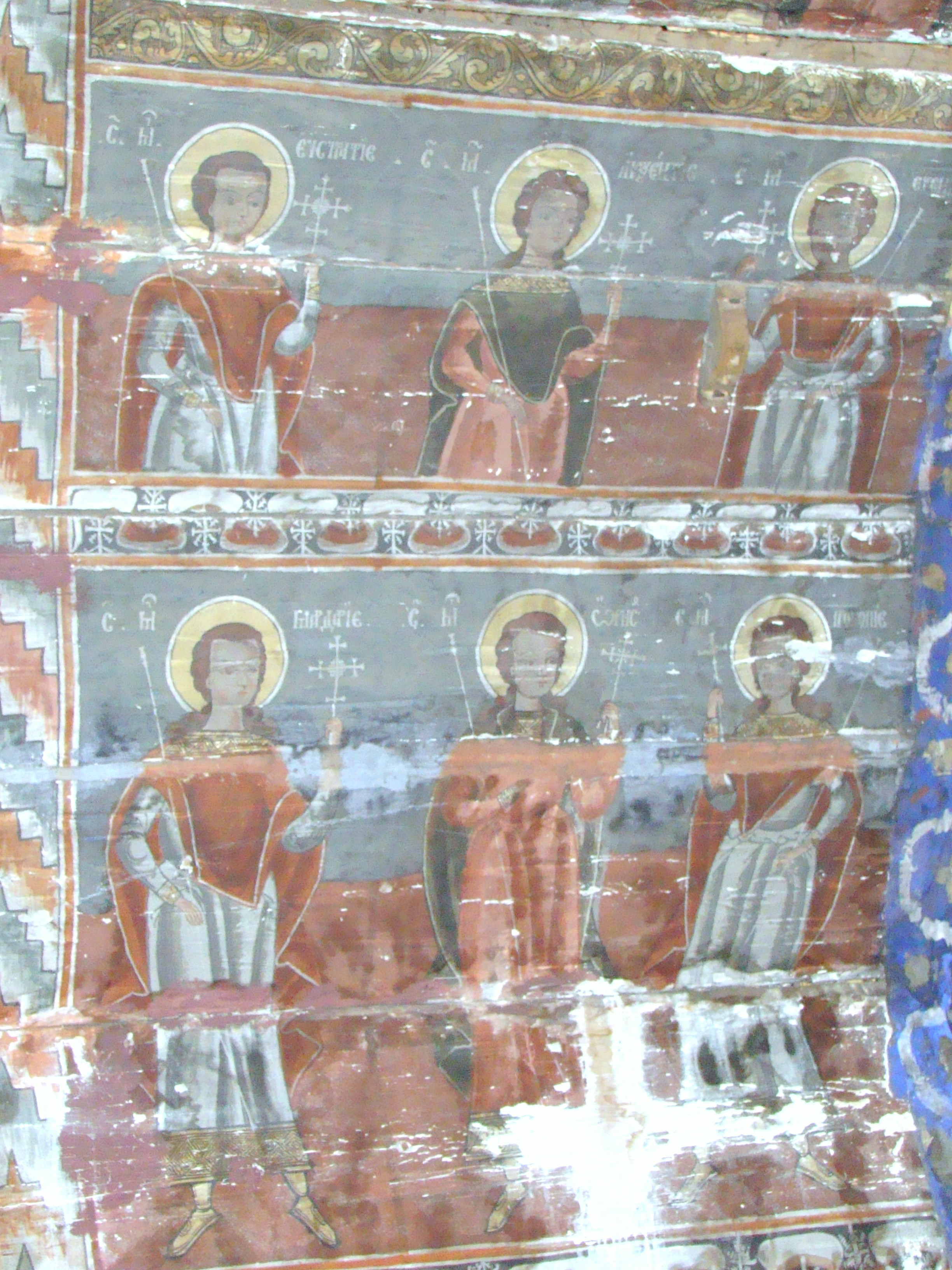
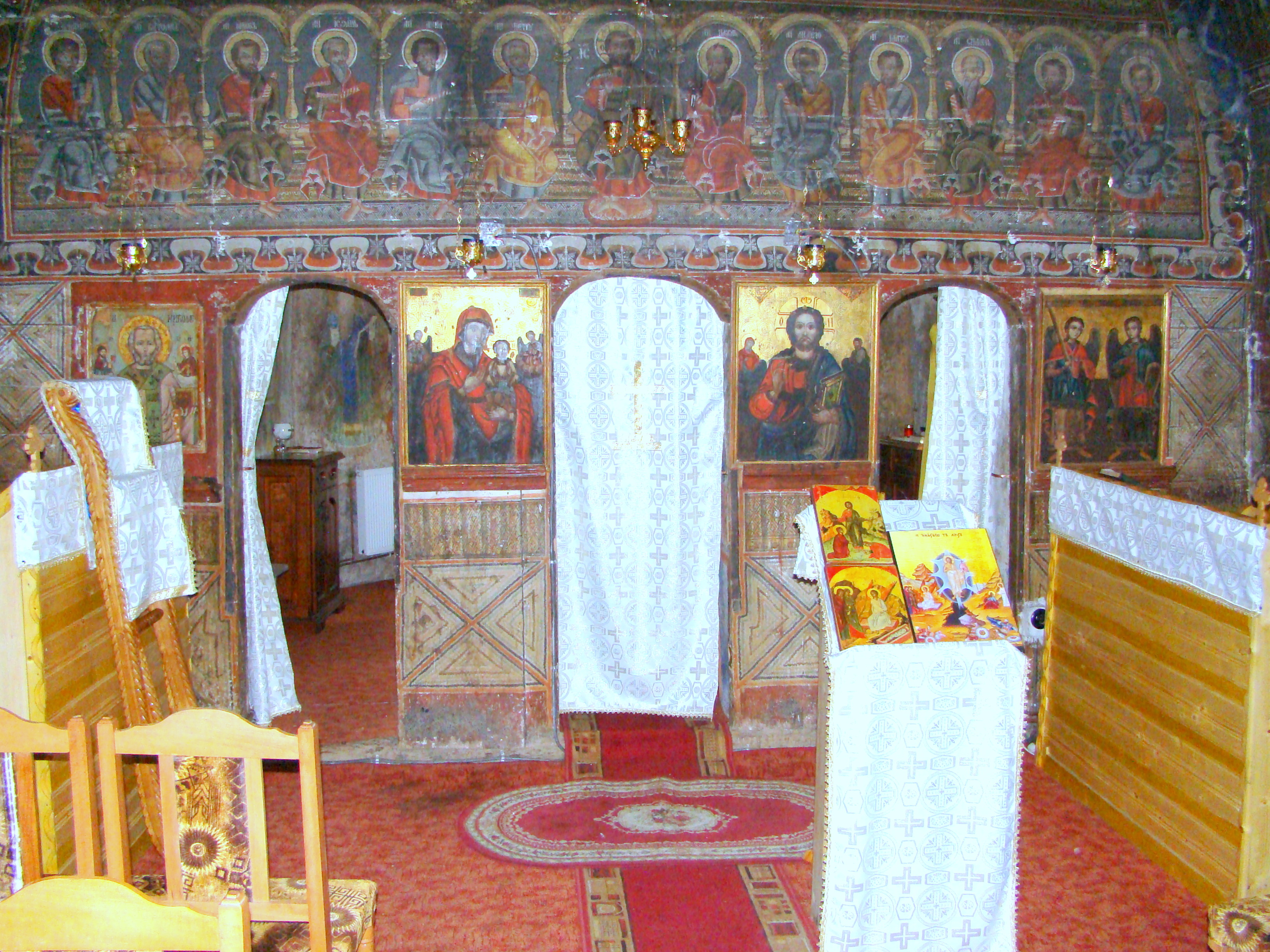
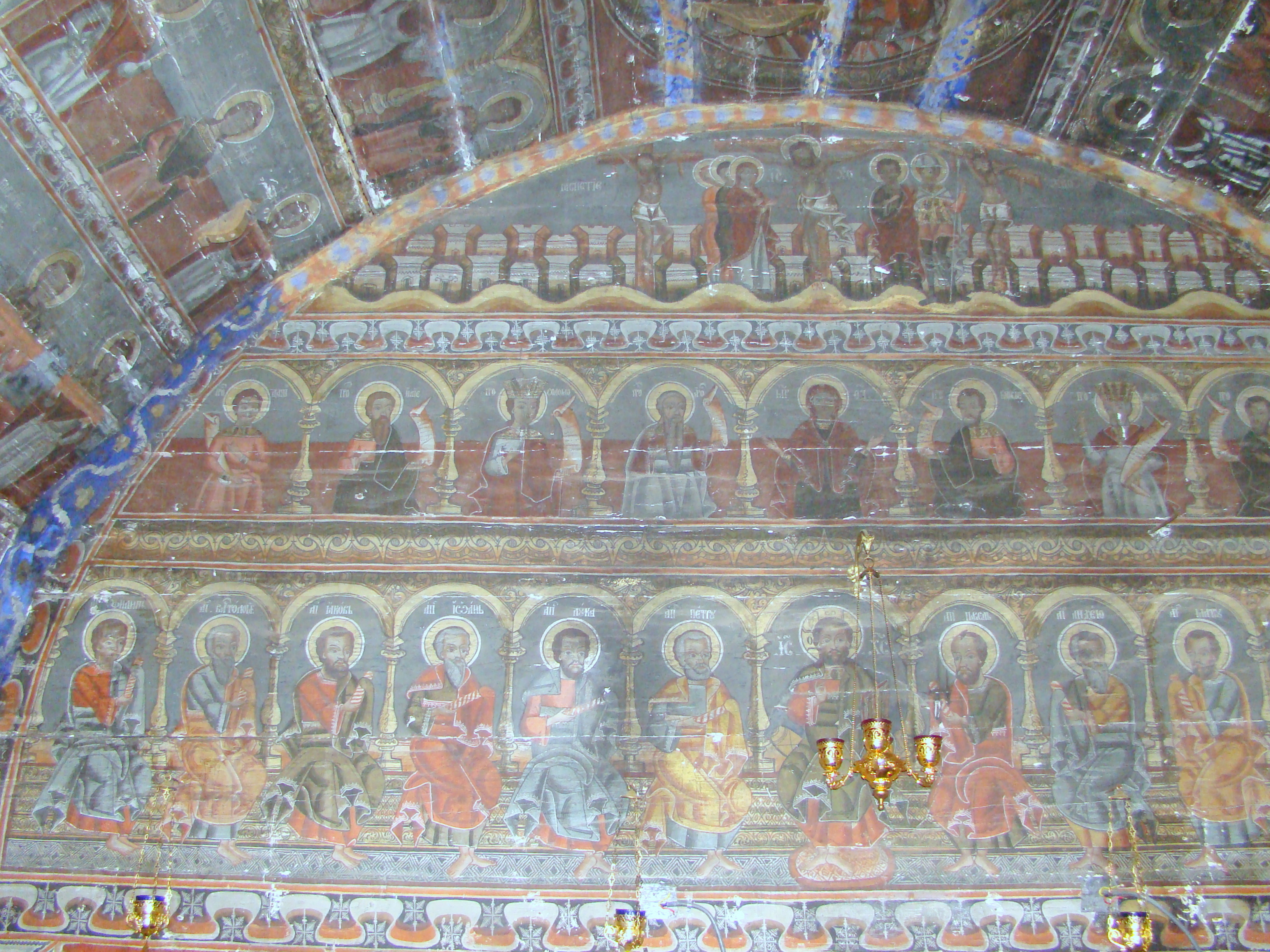